# Aníbal Cavaco Silva
Aníbal António Cavaco Silva (Boliqueime, 15 juli 1939) was van 2006 tot 2016 president van Portugal.

## Achtergrond en opleiding
Aníbal Cavaco Silva studeerde economie aan de hogere handelsschool en vervulde zijn dienstplicht in Mozambique, destijds een Portugese kolonie die toen officieel Portugees-Oost-Afrika heette. Na zijn militaire dienst studeerde hij verder in de economie, nu aan de Universiteit van Portugal. Kort voor de Anjerrevolutie ging hij naar York om er te studeren.
Na zijn terugkeer in Portugal sloot hij zich aan bij de Sociaaldemocratische Partij (PSD). In 1980 en in 1981 was hij minister van Financiën in het kabinet-Sá Carneiro.

## Premier
Als lid van de rechtervleugel van de PSD weigerde Cavaco Silva zitting te nemen in het Centrumblok (1983). Het Centrumblok was een coalitie waar, naast de Socialistische Partij (PS), de monarchistische partij, ook de PSD deel van uitmaakte. Op 2 juni 1985 werd Cavaco Silva tot voorzitter van de PSD gekozen. Cavaco Silva maakte een einde aan de coalitieregering door de PSD-ministers uit de regering te halen.
Bij de verkiezingen op 6 oktober 1985 werd de PSD met 58 zetels de grootste partij. Cavaco Silva vormde daarop een minderheidsregering die niet alleen gesteund werd door de PSD-fractie, maar ook gedoogd werd door het Sociaal en Democratisch Centrum (CDS). Ook de Democratische Vernieuwingspartij (PRD) van oud-president António Ramalho Eanes steunde aanvankelijk het kabinet, doch trok die steun medio 1987 in. President Soares schreef daarop nieuwe verkiezingen uit die op 19 juli werden gehouden. Cavaco Silva's PSD won glansrijk. De partij behaalde met 50% van de stemmen een meerderheid in het parlement en Cavaco Silva bleef aan als premier, nu van een meerderheidsregering (de eerste sinds de Anjerrevolutie).
Bij de verkiezingen van 1991 behaalde de PSD onder Cavaco Silva's leiding opnieuw een grote overwinning. De toenemende werkloosheid, corruptie onder sommige ministers en de teruglopende economie deed de populariteit van Cavaco Silva en diens regering sterk afnemen. In 1995 stelde Cavaco Silva zich niet meer kandidaat voor de verkiezingen van dat jaar. Resultaat was dat de PSD bij die verkiezingen 48 zetels verloor.

## Presidentsverkiezingen
In 1996 deed Cavaco Silva voor de eerste keer mee met de presidentsverkiezingen. Hij werd echter verslagen door de socialistische burgemeester van Lissabon, Jorge Sampaio. Cavaco Silva stapte daarna uit de politiek en werd adviseur bij de Banco de Portugal. In 2004 zegde hij deze baan op en werd hij hoogleraar economie en management aan de Katholieke Universiteit van Portugal.
In 2005 steunde hij, ondanks kritieken binnen de PSD, Pedro Santana Lopes (PSD) bij de parlementsverkiezingen.
Op 20 oktober 2005 maakte Cavaco Silva bekend dat hij zou meedoen met de Portugese presidentsverkiezingen van 2006. Op 22 januari 2006 werd hij met 50,6% van de stemmen in de eerste ronde tot president gekozen. Hij werd op 9 maart 2006 beëdigd. In 2011 werd hij met 52,95% herkozen voor een tweede ambtstermijn. Na een ambtstermijn van tien jaar werd hij in 2016 opgevolgd door zijn partijgenoot Marcelo Rebelo de Sousa.